# محمد مير محمدي
محمد مير محمدي (1948 - 2020)، هو سياسي إيراني عضو مجمع تشخيص مصلحة النظام.
توفي يوم 2 مارس 2020 في مستشفى «مسيح دانشوري» بطهران، جراء الإصابة بفيروس «كورونا» الجديد. ، وكانت والدته، قد توفيت في أحد مستشفيات مدينة قم نتيجة إصابتها بالفيروس.